# جيم ماي
جيم ماي (بالإنجليزية: Jim May)‏ (22 مارس 1953 - ) هو مدرب كرة قدم ولاعب كرة قدم أمريكي في مركز حراسة المرمى. لعب مع روتشستر لانسر ‏ وBuffalo Stallions ‏ وكليفلاند فورس ‏.

## وصلات خارجية
- جيم ماي على موقع قاعدة بيانات كرة القدم.إي يو (الإنجليزية)